# Уикхем, Кристофер
Кристофер Джон «Крис» Уикхем (Уикхэм, Уикем, англ. Christopher John «Chris» Wickham; род. 18 мая 1950 года, Уэльс) — британский историк-медиевист, специалист по средневековой Италии. Доктор философии (1975), профессор Оксфордского университета (с 2005 года), член Британской академии (1998) и Национальной академии деи Линчеи.
Отмечен James Henry Breasted Prize (2006).

## Биография
В 1968—1975 годах учился в оксфордском Кэбл-колледже, где получил степень бакалавра в 1972 году и степень доктора философии в 1975 году; впоследствии его почётный член. Тема докторской диссертации — «Экономика и общество в Cеверной Тоскане VIII века» (англ. Economy and society in 8th century northern Tuscany).
С 1977 года преподаватель Бирмингемского университета, в 1995—2005 годах профессор.
С 2005 года Чичелийский профессор средневековой истории в Оксфордском университете и член Колледжа всех душ. В 2009—2012 годах был главой совета исторического факультета, а с сентября 2015 года — глава гуманитарного университетского блока подразделений.
Член Королевской академии наук и искусств Бельгии (2014). Экс-глава редколлегии Past & Present, член редакционного совета журнала Средние века.
Лейборист (член партии), ранее состоял в итальянской партии Левые демократы.
Автор многочисленных трудов, редактор сборника «Марксистское историописание для XXI века», в котором анализируется состояние и перспективы марксистской историографии. Автор Framing the Early Middle Ages: Europe and the Mediterranean, 400-800 (Oxford Univ. Press, 2005) /Рецензия/, за которую удостоился James Henry Breasted Prize и Дойчеровской мемориальной премии (обе - 2006). Ныне член жюри последней.
Отвергает идею «азиатского» способа производства.
Супруга — профессор Бирмингемского университета Лесли Брубакер, специалист по истории византийского искусства.

## Научные труды
- Economy and society in 8th century northern Tuscany  (1975)
- Early medieval Italy: central power and local society, 400—1000 (1981)
- The mountains and the city: the Tuscan Apennines in the early Middle Ages (1988)
- City and countryside in Late Medieval and Renaissance Italy: essays presented to Philip Jones edited by Trevor Dean and Chris Wickham. (1990)
- Land and power: studies in Italian and European social history, 400—1200 (1994)
- Community and clientele in twelfth-century Tuscany: the origins of the rural commune in the plain of Lucca (1998)
- Courts and conflict in twelfth-century Tuscany (2003)
- Framing the early Middle Ages: Europe and the Mediterranean 400—800 (2005)
- Marxist History-Writing for the Twenty-First Century (2007; редактор)
- The Inheritance Of Rome: A History of Europe from 400 to 1000 (2009)
- Medieval Rome (2014)
- Sleepwalking into a New World: The Emergence Italian City Communes in the Twelfth Century (2015)

На русском
- К. Уикхэм Что марксизм сделал для истории средневековья и что он еще может сделать? // Средние века. — 2007. — Вып. 68(1). — С. 36-55.
- Крис Уикхем. Средневековая Европа. От падения Рима до Реформации = Chris Wickham. Medieval Europe. — М.: Альпина Нон-фикшн, 2018. — 536 с. — ISBN 978-5-91671-712-9.